# Groenlandse walvis
De Groenlandse walvis (Balaena mysticetus) is een walvis uit de familie van de echte walvissen (Balaenidae). De wetenschappelijke naam van de soort werd in 1758 gepubliceerd door Carl Linnaeus.

## Leefgebied
De Groenlandse walvis bevolkt het koude Noordpoolwater en de subarctische zeeën aan de rand van het pakijs, dat het dier volgt met de seizoenen. Hij leeft er in ondiep water dicht bij land. Zo nu en dan wordt een dier gezien dat zich vrij ver van zijn eigenlijke leefgebied vandaan bevindt, onder meer langs de Nederlandse en Belgische kust.

## Levensduur
De walvis kan meer dan 200 jaar oud worden.

## Uiterlijke kenmerken
De soort wordt 14-18 meter lang en weegt 75-100 ton. Hij heeft van alle baleinwalvissen de langste baleinen, de zeefachtige keratinestructuur aan de mond die de walvis gebruikt om plankton uit het water te filteren. Deze bruinzwarte of blauwzwarte platen worden tot 4,6 meter lang. De bovenkaak is opvallend gebogen met aan weerszijden 240 tot 340 baleinplaten. De neusopening bevindt zich op de bovenkant van het voorhoofd, waar ze een afsluitbaar blaasgat vormt. Deze walvis heeft geen rugvin en geen keelgroeven.

## Voortplanting
De kalveren zijn bij de geboorte 4 tot 4,5 meter lang. Ze worden 5 tot 6 maanden gezoogd.

## Walvisvaart
Van 1614 tot 1642 had de Nederlandse Noordse Compagnie het alleenrecht op de walvisjacht in de wateren rond Spitsbergen en Jan Mayen. Toen dit octrooi afliep, werd de jacht vrijgegeven en kon iedereen die dat wilde ter walvisvaart. Dit leidde uiteindelijk bijna tot de uitroeiing van de soorten Noordkaper en Groenlandse walvis.
De belangrijkste redenen om op de walvis te jagen waren walvistraan en de baleinen. Traan (walvisolie), die werd verkregen door de speklaag van het dier af te snijden en vervolgens te koken, werd gebruikt als lampolie, als bestanddeel voor stopverf, verwerkt tot zeep en om huiden en leer soepel te houden.
De baleinen, ook baarden genoemd, zijn de lange hoornplaten in de bek van sommige walvissen (de balein- of baardwalvissen), waarmee ze hun voedsel (krill) uit het zeewater zeven. Als balein in water wordt verhit, kan het in allerlei vormen worden geperst. Bekende toepassingen van balein zijn dozen, snuifdozen, mesheften, maatstokken, paraplu's, waaiers, rijzwepen, schilderijlijsten, portretmedaillons, gratentrekkers en medische instrumenten. Balein werd ook gebruikt ter versteviging van korsetten en hoepelrokken.

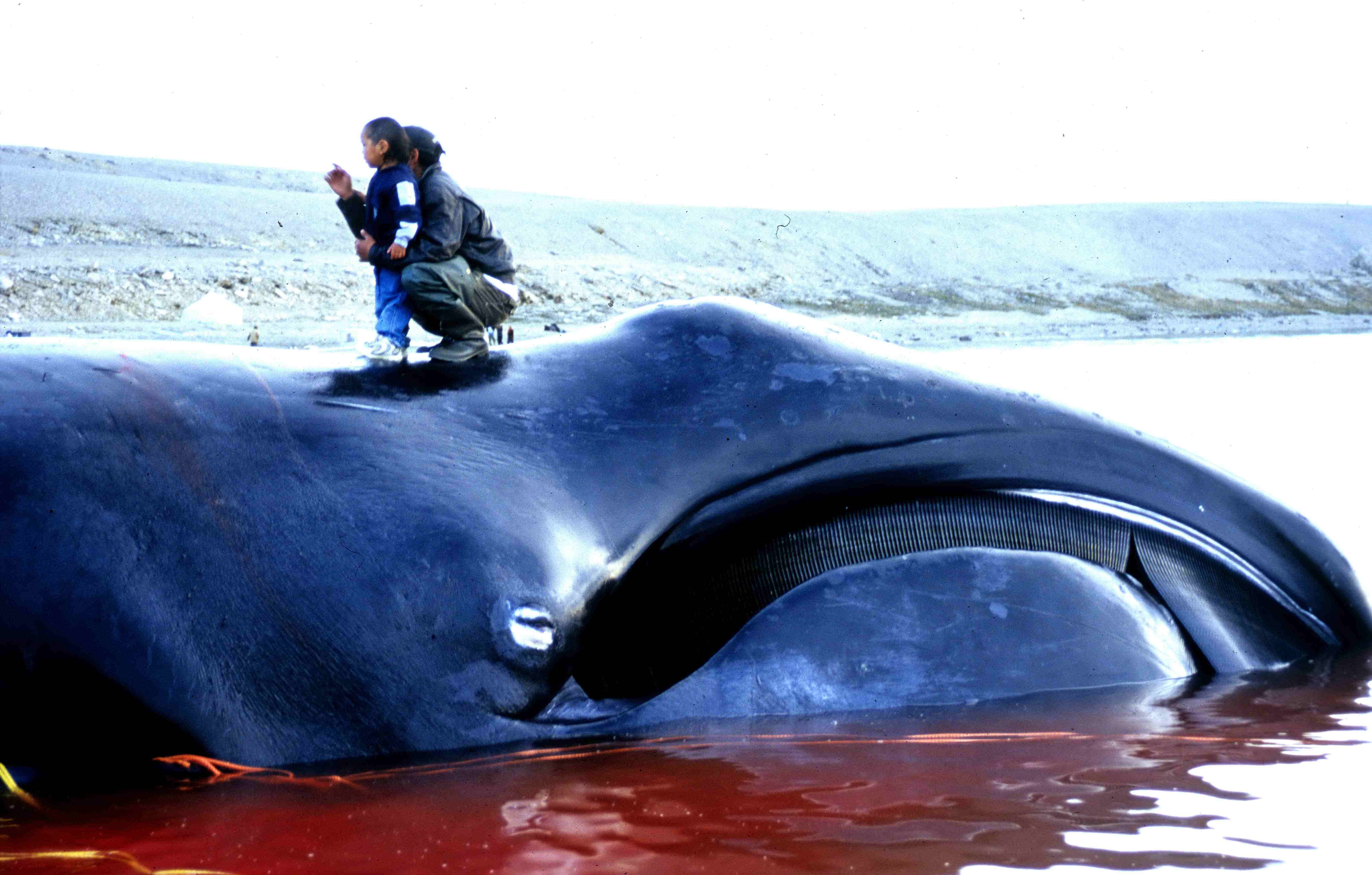
Een door Inuit gedode Groenlandse walvis. De baleinen en de vorm van de kaak zijn hier goed te zien.
Het wapen van Amelander Grieën, een voormalig waterschap op Ameland
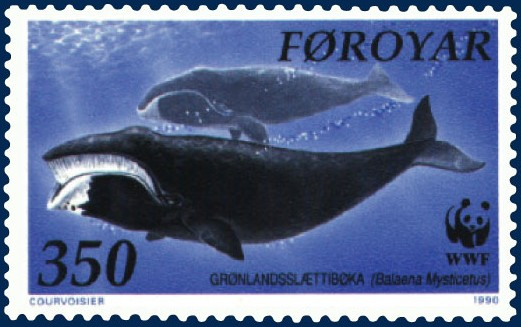
Groenlandse walvis op Faeröerse postzegel
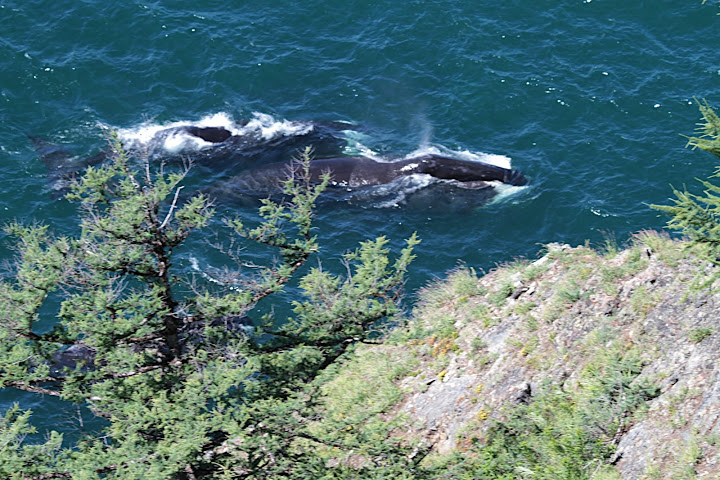
Bij de Sjantar-eilanden
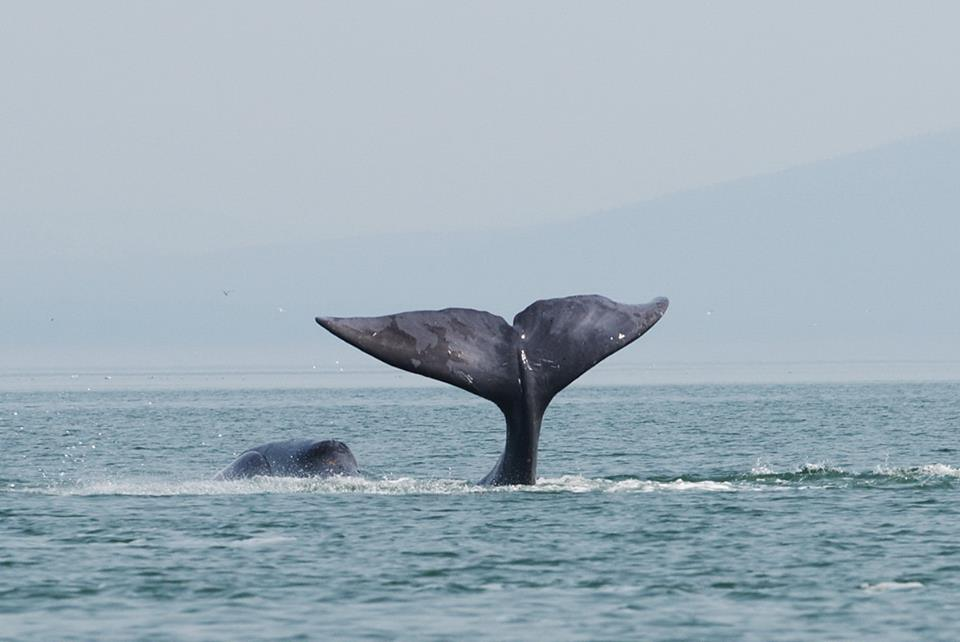
In de zee van  Ochotsk
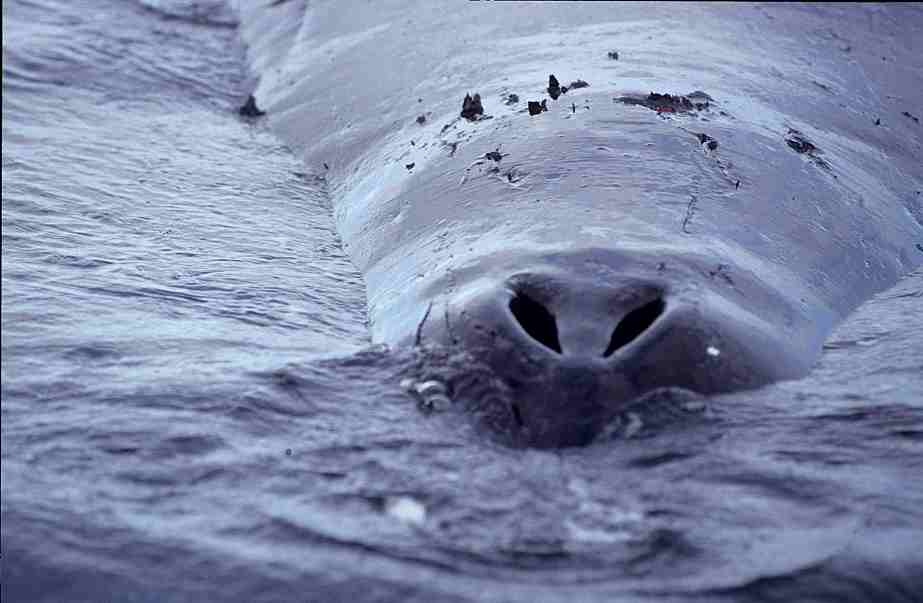
Neusgaten
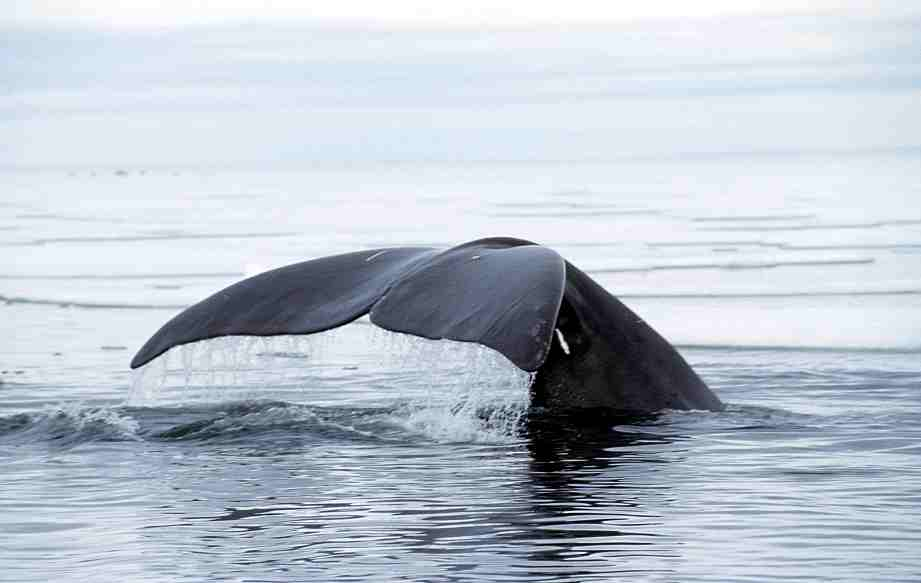
Voor het duiken.